# Jójárt Krisztián
Jójárt Krisztián (Kiskunfélegyháza, 1989. július 8. –) biztonságpolitikai szakértő, a Nemzeti Közszolgálati Egyetem Stratégiai Védelmi Kutatóintézetének Oroszországgal foglalkozó munkatársa. Fő kutatási területe az orosz biztonságpolitika és az orosz haderő kérdésköre.

## Tanulmányai
2011–2013 Biztonság- és védelempolitika szak, Nemzeti Közszolgálati Egyetem
2012 International Relations (MA), Budapesti Corvinus Egyetem
2018–2022 doktorandusz, Hadtudományi Doktori Iskola, Nemzeti Közszolgálati Egyetem

## Munkahelyei
2017–2022 a Nemzeti Közszolgálati Egyetem Stratégiai Védelmi Kutatóintézet külső munkatársa
2018 Andrássy Fellow Center for European Policy Analysis, Washington
2022– a Nemzeti Közszolgálati Egyetem Stratégiai Védelmi Kutatóintézet tudományos segédmunkatársa

## Idegennyelv ismeret
Angol felsőfok és orosz középfok

## Publikációi
Publikációs listája a Magyar Tudományos Művek Tárában